# ماسیمو لونگو
ماسیمو لنگو (انگلیسی: Massimo Luongo؛ زاده ۲۵ سپتامبر ۱۹۹۲) بازیکن تیم ملی فوتبال استرالیا است. ماسیمو با تیم ملی استرالیا قهرمان جام ملت‌های آسیا ۲۰۱۵ شد و به عنوان باارزش‌ترین بازیکن مسابقات انتخاب شد.